# La Pommeraye (Maine-et-Loire)
La Pommeraye ([la pɔmˈʁɛ] ) ist eine Ortschaft und ehemalige französische Gemeinde mit 3902 Einwohnern (Stand: 1. Januar 2022) im Département Maine-et-Loire in der Region Pays de la Loire. Sie gehörte zum Arrondissement Cholet. Die Einwohner werden Pommeréens und Pommeréennes genannt.
Der Erlass des Präfekten vom 5. Oktober 2015 legte mit Wirkung zum 15. Dezember 2015 die Eingliederung von La Pommeraye als Commune déléguée zusammen mit den früheren Gemeinden Beausse, Botz-en-Mauges, Bourgneuf-en-Mauges, La Chapelle-Saint-Florent, Le Marillais, Le Mesnil-en-Vallée, Montjean-sur-Loire, Saint-Florent-le-Vieil, Saint-Laurent-de-la-Plaine sowie Saint-Laurent-du-Mottay zur Commune nouvelle Mauges-sur-Loire fest.

## Geografie

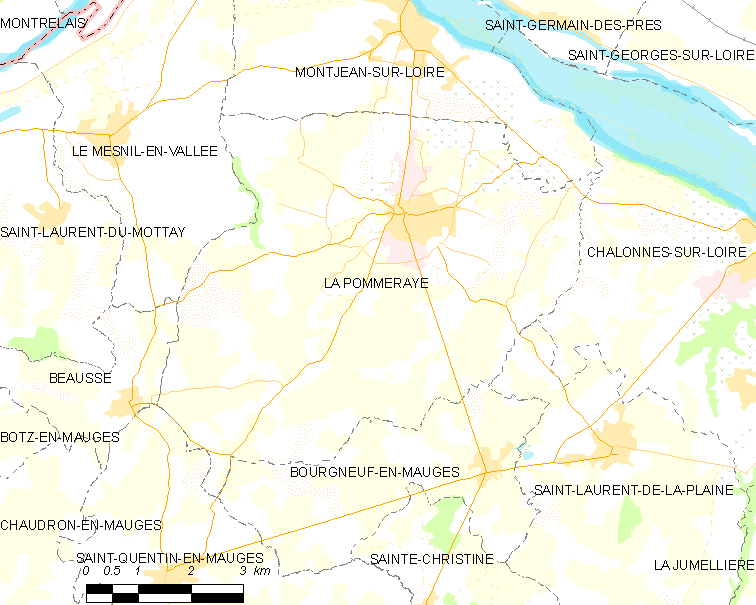
Karte von La Pommeraye

La Pommeraye liegt etwa 27 Kilometer südwestlich von Angers, etwa 33 Kilometer nördlich von Cholet und etwa 55 Kilometer ostnordöstlich von Nantes in der Région naturelle der Mauges, Teil der historischen Provinz des Anjou.
Das Ortsgebiet liegt im Einzugsgebiet der Loire und wird entwässert vom Ruisseau du Moulin, der es im Westen begrenzt, vom Ruisseau de la Giraudière, vom Ruisseau de la Forêt, vom Ruisseau du Moulin Benoist, vom Ruisseau de la Houssaie, vom zeitweise trockenfallenden Flüsschen Merdereau, vom Flüsschen Les Moulins, vom zeitweise trockenfallenden Ruisseau de la Brissionnère, vom Ruisseau de Saint-Denis, der es abschnittsweise im Osten begrenzt, sowie von kleineren Fließgewässern. Es erstreckt sich auf einer von Südwest nach Norden und Nordosten zum Loire-Tal abfallenden Hochebene, die von zahlreichen tiefen Flusstälern zerschnitten wird.
Aus geologischer Sicht befindet sich das Ortsareal vollständig auf Gesteinsschichten aus dem unteren Silur.
Das Bodenrelief ist leicht hügelig mit Höhen nach Südwesten hin meist über 100 m. Das Ortszentrum liegt auf etwa 80 m Höhe. Der höchste Punkt wird mit 174 m im äußersten Südwesten gemessen.
Umgeben wird La Pommeraye von zwei Nachbargemeinden und fünf Communes déléguées von Mauges-sur-Loire:
|                                                 | Montjean-sur-Loire (Mauges-sur-Loire)       |                                               |
| Le Mesnil-en-Vallée (Mauges-sur-Loire)          | Kompassrose, die auf Nachbargemeinden zeigt | Chalonnes-sur-Loire                           |
| Beausse (Mauges-sur-Loire) Montrevault-sur-Èvre | Bourgneuf-en-Mauges (Mauges-sur-Loire)      | Saint-Laurent-de-la-Plaine (Mauges-sur-Loire) |

## Geschichte
Frühere Formen des Ortsnamens waren:
Ecclesia de Pomereia (1062), Pomeraria (1293), La Ville de la Pommeraye (1441), La P. en Mauge (1445).
Der Ort ist sehr reich an Fundstücken aus der Prähistorie. Vor allem auf den Anhöhen im Südwesten sind Artefakte aus dem Mittelpaläolithikum, vor allem aus dem Moustérien, gefunden worden. Zeugen der Besiedelung durch Menschen sind auch die typischen Stichel aus dem Jungpaläolithikum. Am tiefer gelegenen Weiler Chenambault fanden sich mindestens 60 polierte Beile und eines durchlöchert als Amulett, ferner zwei Armbänder und ein Flachbeil aus Bronze.
Der Überlieferung nach widmete sich Martin von Vertou als Erster der Christianisierung der Bevölkerung. Die Kirche, die 1062 erstmals erwähnt wurde, gehörte zu einem verheirateten Kleriker aus Montjean namens Juniot und wurde an den Prior von Montjean verkauft. Der Prior, Gründer der Pfarrgemeinde, musste seine Rechte an seinen Lehnsherren, den Baron von Montjean, abtreten. Die Pfarrgemeinde gehörte zum Bistum Angers, zum Dekanat der Mauges und zur Sénéchaussée, Subdelegation und Élection von Angers sowie zum Einzugsgebiet der Gabelle von Ingrandes.
La Pommeraye war auch Schauplatz des Aufstands der Vendée, dem Kampf der royalistisch-katholisch gesinnten Landbevölkerung gegen Repräsentanten und Truppen der Ersten Französischen Republik. Mehrere Aufständische wurden erschossen, die Bevölkerung nahm ab. Die Kirche ist vollständig abgebrannt wie auch ein Teil des Ortszentrums.
Am 17. März 1865 wurden 4649 Hektar des Ortsgebiets von La Pommeraye zur Gründung von Bourgneuf-en-Mauges abgetrennt.
In La Pommeraye gründete Marie-Joseph Moreau (1788–1864) 1825 die Kongregation der Vorsehungsschwestern (Sœurs de la Providence), zur Unterscheidung von anderen Kongregationen gleichen Namens oft auch Sœurs de la Providence de la Pommeraye genannt.

## Bevölkerungsentwicklung
| La Pommeraye: Einwohnerzahlen von 1793 bis 2020                                                                            | La Pommeraye: Einwohnerzahlen von 1793 bis 2020 | La Pommeraye: Einwohnerzahlen von 1793 bis 2020 | La Pommeraye: Einwohnerzahlen von 1793 bis 2020 | La Pommeraye: Einwohnerzahlen von 1793 bis 2020 |
| --- | ----------------------------------------------- | ----------------------------------------------- | ----------------------------------------------- | ----------------------------------------------- |
| Jahr |                                                 |                                                 |                                                 | Einwohner                                       |
| 1793 | 1793                                            |                                                 | 2.700                                           | 2.700                                           |
| 1800 | 1800                                            |                                                 | 1.854                                           | 1.854                                           |
| 1806 | 1806                                            |                                                 | 1.905                                           | 1.905                                           |
| 1821 | 1821                                            |                                                 | 3.134                                           | 3.134                                           |
| 1831 | 1831                                            |                                                 | 3.100                                           | 3.100                                           |
| 1836 | 1836                                            |                                                 | 3.096                                           | 3.096                                           |
| 1841 | 1841                                            |                                                 | 3.308                                           | 3.308                                           |
| 1846 | 1846                                            |                                                 | 3.539                                           | 3.539                                           |
| 1851 | 1851                                            |                                                 | 3.722                                           | 3.722                                           |
| 1856 | 1856                                            |                                                 | 3.670                                           | 3.670                                           |
| 1861 | 1861                                            |                                                 | 3.729                                           | 3.729                                           |
| 1866 | 1866                                            |                                                 | 3.505                                           | 3.505                                           |
| 1872 | 1872                                            |                                                 | 3.348                                           | 3.348                                           |
| 1876 | 1876                                            |                                                 | 3.243                                           | 3.243                                           |
| 1881 | 1881                                            |                                                 | 3.046                                           | 3.046                                           |
| 1886 | 1886                                            |                                                 | 3.086                                           | 3.086                                           |
| 1891 | 1891                                            |                                                 | 3.080                                           | 3.080                                           |
| 1896 | 1896                                            |                                                 | 2.995                                           | 2.995                                           |
| 1901 | 1901                                            |                                                 | 2.918                                           | 2.918                                           |
| 1906 | 1906                                            |                                                 | 2.840                                           | 2.840                                           |
| 1911 | 1911                                            |                                                 | 2.886                                           | 2.886                                           |
| 1921 | 1921                                            |                                                 | 2.722                                           | 2.722                                           |
| 1926 | 1926                                            |                                                 | 2.743                                           | 2.743                                           |
| 1931 | 1931                                            |                                                 | 2.713                                           | 2.713                                           |
| 1936 | 1936                                            |                                                 | 2.755                                           | 2.755                                           |
| 1946 | 1946                                            |                                                 | 2.760                                           | 2.760                                           |
| 1954 | 1954                                            |                                                 | 2.946                                           | 2.946                                           |
| 1962 | 1962                                            |                                                 | 2.947                                           | 2.947                                           |
| 1968 | 1968                                            |                                                 | 3.084                                           | 3.084                                           |
| 1975 | 1975                                            |                                                 | 3.197                                           | 3.197                                           |
| 1982 | 1982                                            |                                                 | 3.495                                           | 3.495                                           |
| 1990 | 1990                                            |                                                 | 3.564                                           | 3.564                                           |
| 1999 | 1999                                            |                                                 | 3.623                                           | 3.623                                           |
| 2006 | 2006                                            |                                                 | 4.001                                           | 4.001                                           |
| 2013 | 2013                                            |                                                 | 4.000                                           | 4.000                                           |
| 2020 | 2020                                            |                                                 | 3.983                                           | 3.983                                           |
| Quelle(n): EHESS/Cassini bis 1999, INSEE ab 2006 Anmerkung(en): Ab 1962 offizielle Zahlen ohne Einwohner mit Zweitwohnsitz |                                                 |                                                 |                                                 |                                                 |

Der starke Bevölkerungsrückgang zum Jahre 1800 zeigt die negative Auswirkung des Aufstands der Vendée.

## Sehenswürdigkeiten
- Kirche Saint-Martin-de-Vertou, zwischen 1848 und 1868 neu errichtet, 50 Meter vom Platz der Vorgängerkirche mit Ursprüngen aus dem 10. Jahrhundert entfernt, die 1863 abgerissen wurde
- Kapelle Saint-Denis aus dem 15. und 16. Jahrhundert
- Herrenhaus, genannt Schloss Putille, aus dem 17. Jahrhundert
- Herrenhaus im Weiler La Hubaudière, vermutlich aus dem 15. Jahrhundert
- Wassermühle im Weiler Bêne aus dem 18. Jahrhundert
- Wassermühle im Weiler Le Vieux-Moulin aus dem 17. Jahrhundert

Kirche Saint-Martin-de-Vertou
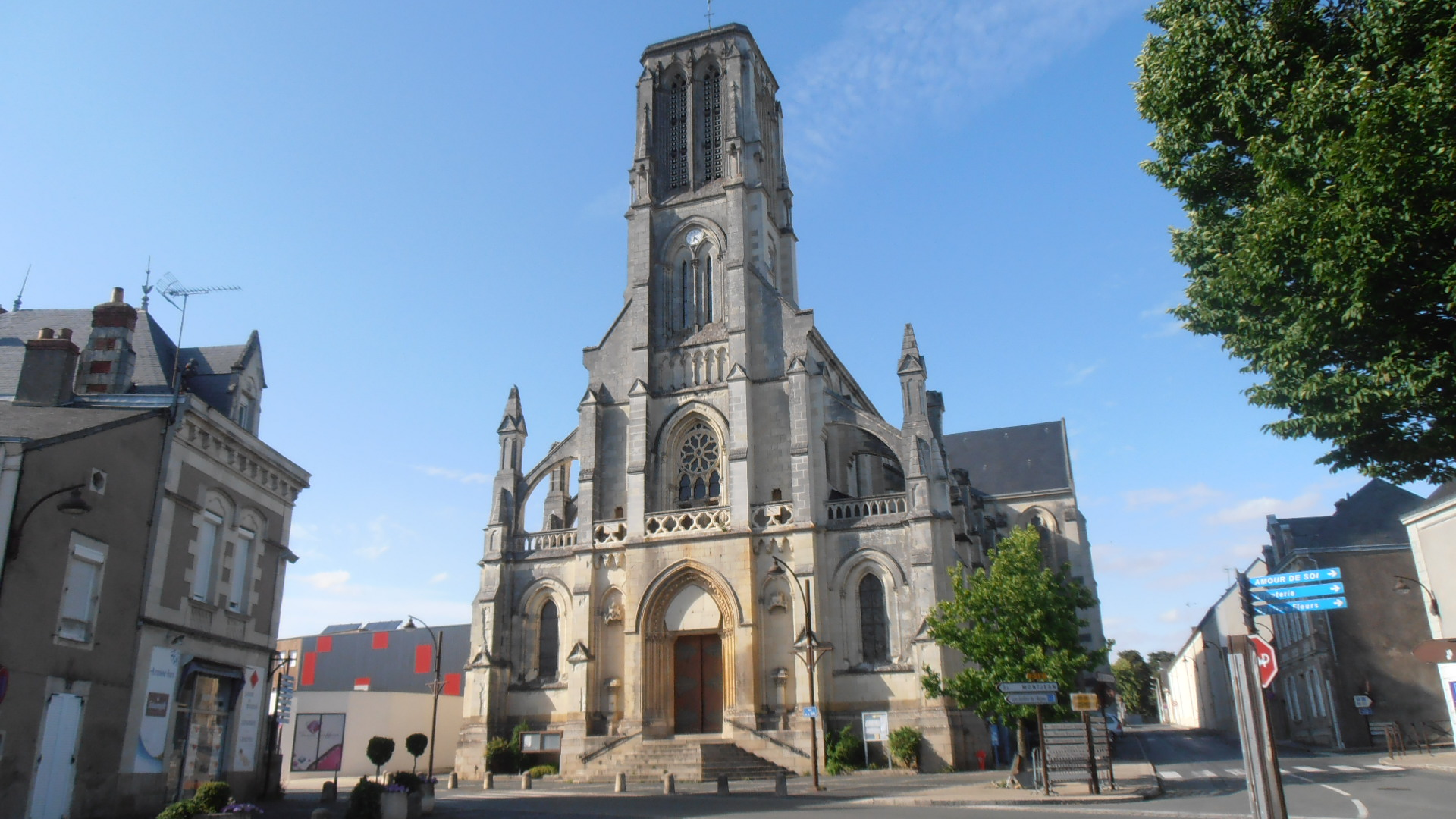
Außenansicht
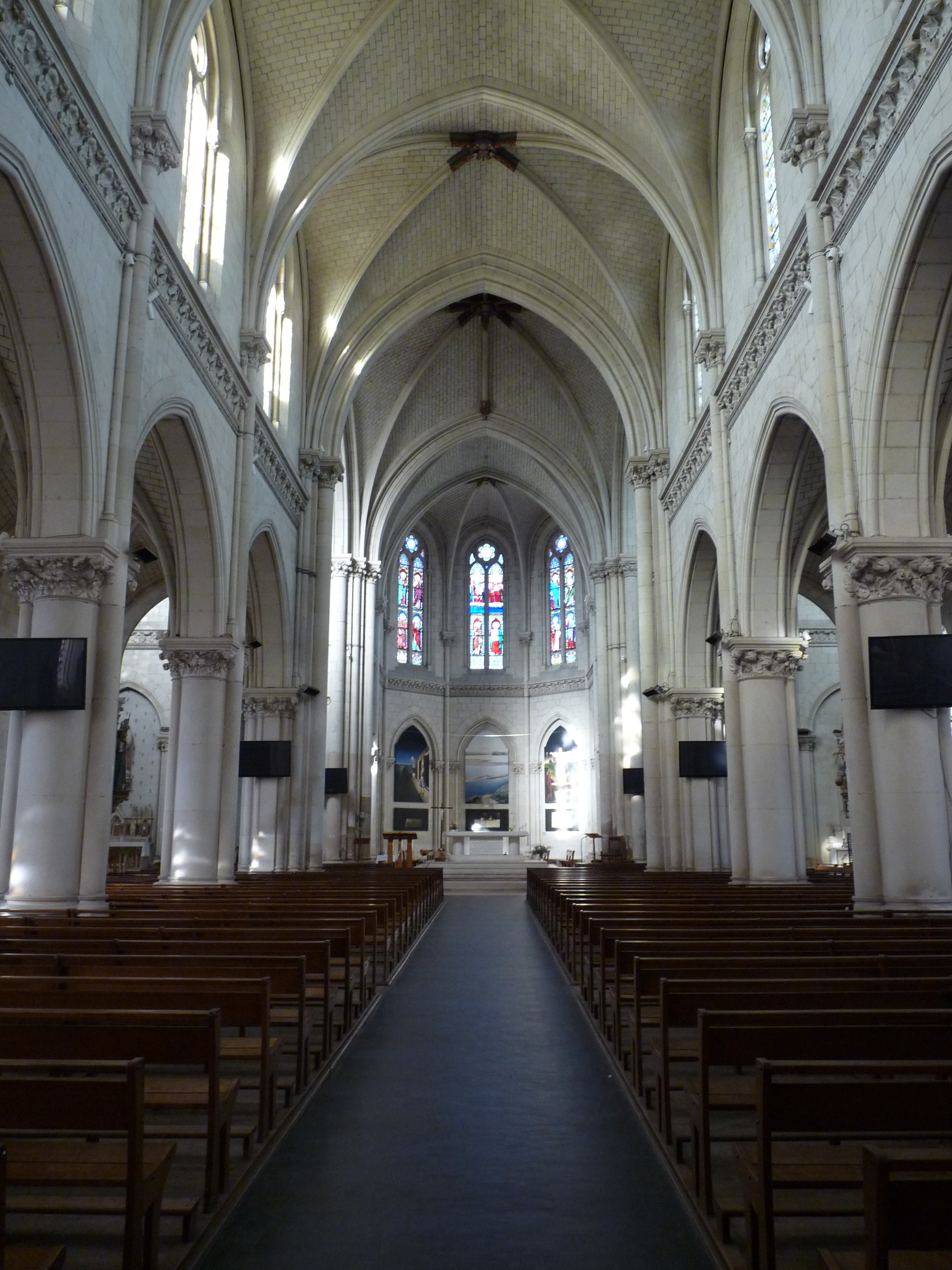
Innenraum
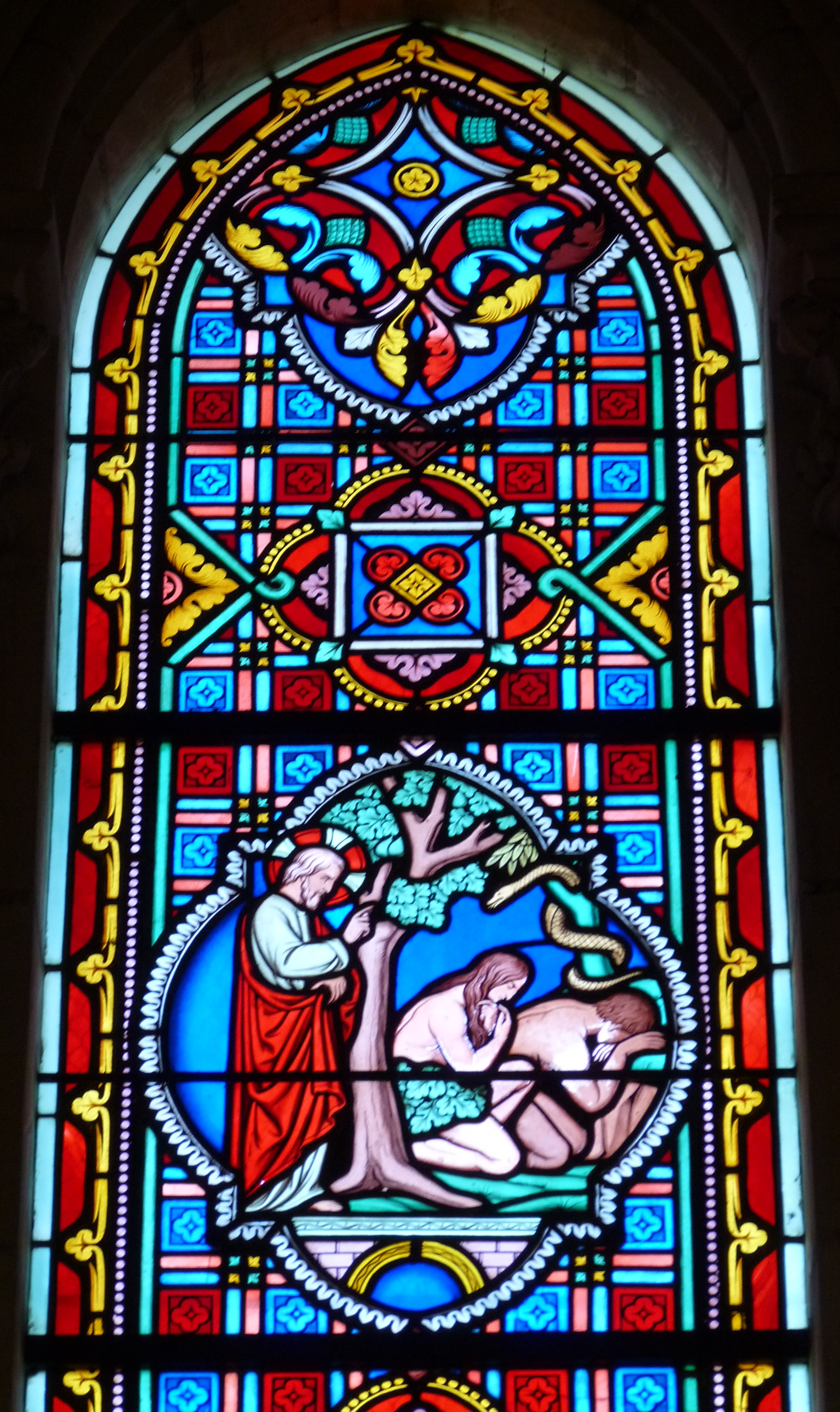
Bleiglasfenster